# 보스니아 헤르체고비나 하원
보스니아 헤르체고비나 하원(보스니아어: Predstavnički Dom, 크로아티아어: Zastupnički Dom, 세르비아어: Представнички Дом / Predstavnički Dom)은 보스니아 헤르체고비나 의회의 하원이다. 정당 명부식 비례대표제로 선출된 42명의 의원으로 구성된다. 그 중 28명은 보스니아 헤르체고비나 연방에서 선출되고 14명은 스릅스카 공화국에서 선출되며 임기는 4년이다.

## 같이 보기
- 보스니아 헤르체고비나 의회